# Okręg wyborczy Newport (Isle of Wight)
Okręg wyborczy Newport na wyspie Wight powstał w 1295 r. Od 1584 r. wysyłał do angielskiej, a później brytyjskiej Izby Gmin dwóch deputowanych. Reprezentantami okręgu Newport, Isle of Wight, w Izbie Gmin było czterech brytyjskich premierów – Arthur Wellesley, 1. książę Wellington, Henry Temple, 3. wicehrabia Palmerston, George Canning i William Lamb, 2. wicehrabia Melbourne. W 1831 r. prawo głosu w tym okręgu przysługiwało burmistrzowi, 11 aldermanom i 12 przedstawicielom korporacji miejskich. Na mocy postanowień Great Reform Act z 1832 r. prawo głosu rozciągnięto na 421 ludzi. Od 1868 r. Newport, Isle of Wight, wysyłał do Izby Gmin jednego deputowanego. Okręg został ostatecznie zniesiony w 1885 r.

## Deputowani do brytyjskiej Izby Gmin z okręgu Newport, Isle of Wight

### Deputowani z lat 1584–1660
- 1614: Richard Worsley
- 1621: Richard Worsley
- 1640–1642: Lucius Cary, 2. wicehrabia Falkland
- 1640–1648: Henry Worsley
- 1645–1653: William Stephens

### Deputowani z lat 1660–1868
- 1660–1661: Robert Dillington
- 1660–1670: William Oglander
- 1661–1679: William Glascock
- 1670–1685: Robert Dillington
- 1679–1679: Robert Holmes
- 1679–1685: John Leigh
- 1685–1689: Robert Holmes
- 1685–1695: William Stephens
- 1689–1689: Robert Dillington
- 1689–1690: Edward Dillington
- 1690–1692: Robert Holmes
- 1692–1695: Richard Leveson
- 1695–1695: John Cutts, 1. baron Cutts
- 1695–1701: Robert Cotton
- 1695–1698: Henry Dutton Colt
- 1698–1699: John Cutts, 1. baron Cutts
- 1699–1701: Henry Greenhill
- 1701–1701: John Cutts, 1. baron Cutts
- 1701–1701: Samuel Shepheard
- 1701–1701: Henry Greenhill
- 1701–1702: John Cutts, 1. baron Cutts
- 1701–1702: Edward Richards
- 1702–1702: James Stanhope, wigowie
- 1702–1707: John Cutts, 1. baron Cutts
- 1702–1722: William Stephens
- 1707–1710: Tristram Dillington
- 1710–1710: John Richmond Webb
- 1710–1713: William Seymour
- 1713–1715: John Richmond Webb
- 1715–1717: Anthony Morgan
- 1717–1717: James Stanhope, wigowie
- 1717–1721: Tristram Dillington
- 1721–1722: Thomas Stanwix
- 1722–1722: Charles Lennox, hrabia Marchii
- 1722–1726: Charles Whitworth, 1. baron Whitworth
- 1722–1727: Charles Cadogan
- 1726–1741: George Huxley
- 1727–1727: William Willys
- 1727–1736: William Fortescue
- 1736–1741: Gustavus Hamilton, 2. wicehrabia Boyne
- 1741–1747: Anthony Chute
- 1741–1747: Monoux Cope
- 1747–1749: Bluett Wallop
- 1747–1765: Thomas Lee Dummer
- 1749–1758: Ralph Jenison
- 1758–1761: Charles Holmes
- 1761–1768: William Rawlinson Earle
- 1765–1768: Thomas Dummer
- 1768–1773: John Earnes
- 1768–1780: Hans Sloane
- 1773–1774: John St. John
- 1774–1784: Richard Worsley
- 1780–1784: John St. John
- 1784–1790: Edward Rushworth
- 1784–1786: Hugh Seymour-Conway
- 1786–1790: John Townshend
- 1790–1790: George Byng
- 1790–1796: Henry Temple, 2. wicehrabia Palmerston
- 1790–1793: Peniston Lamb, 1. wicehrabia Melbourne
- 1793–1796: Peniston Lamb
- 1796–1796: Jervoise Clarke Jervoise
- 1796–1796: Edward Rushworth
- 1796–1800: William Nisbet
- 1796–1802: Andrew Straham
- 1800–1802: George Dallas
- 1802–1806: John Blackburn
- 1802–1806: Richard Gervas Ker
- 1806–1807: Issac Corry
- 1806–1807: John Doyle
- 1807–1811: Henry Temple, 3. wicehrabia Palmerston, torysi
- 1807–1809: Arthur Wellesley, torysi
- 1809–1825: Leonard Worsley-Holmes
- 1811–1812: Cecil Bisshopp
- 1812–1814: Richard Fleming Holmes
- 1814–1816: John Delgarno
- 1816–1818: George Watson-Taylor
- 1818–1825: Charles Duncombe
- 1825–1826: John Stuart
- 1826–1827: George Canning, torysi
- 1826–1830: William Henry John Scott, torysi
- 1827–1827: William Lamb, wigowie
- 1827–1831: Spencer Perceval Młodszy, torysi
- 1830–1831: Horace Twiss, torysi
- 1831–1832: William Mount, torysi
- 1831–1832: James Hope-Vere, torysi
- 1832–1841: John Heywood Hawkins, wigowie
- 1832–1837: William Henry Ord, wigowie
- 1837–1841: William John Balke, wigowie
- 1841–1852: Charles Wykeham Martin, Partia Konserwatywna
- 1841–1847: William John Hamilton, Partia Konserwatywna
- 1847–1852: William Plowden, Partia Konserwatywna
- 1852–1857: William Biggs, wigowie
- 1852–1857: William Nathaniel Massey, wigowie
- 1857–1857: Robert William Kennard, Partia Konserwatywna
- 1857–1859: Charles Edward Mangles, Partia Liberalna
- 1857–1859: Charles Buxton, Partia Liberalna
- 1859–1868: Robert William Kennard, Partia Konserwatywna
- 1859–1865: Philip Lybbe-Powys, Partia Konserwatywna
- 1865–1868: Charles Wykeham Martin, Partia Liberalna

### Deputowani z lat 1868–1885
- 1868–1870: Charles Wykeham Martin, Partia Liberalna
- 1870–1885: Charles Cavendish Clifford, Partia Liberalna